# 수도주의

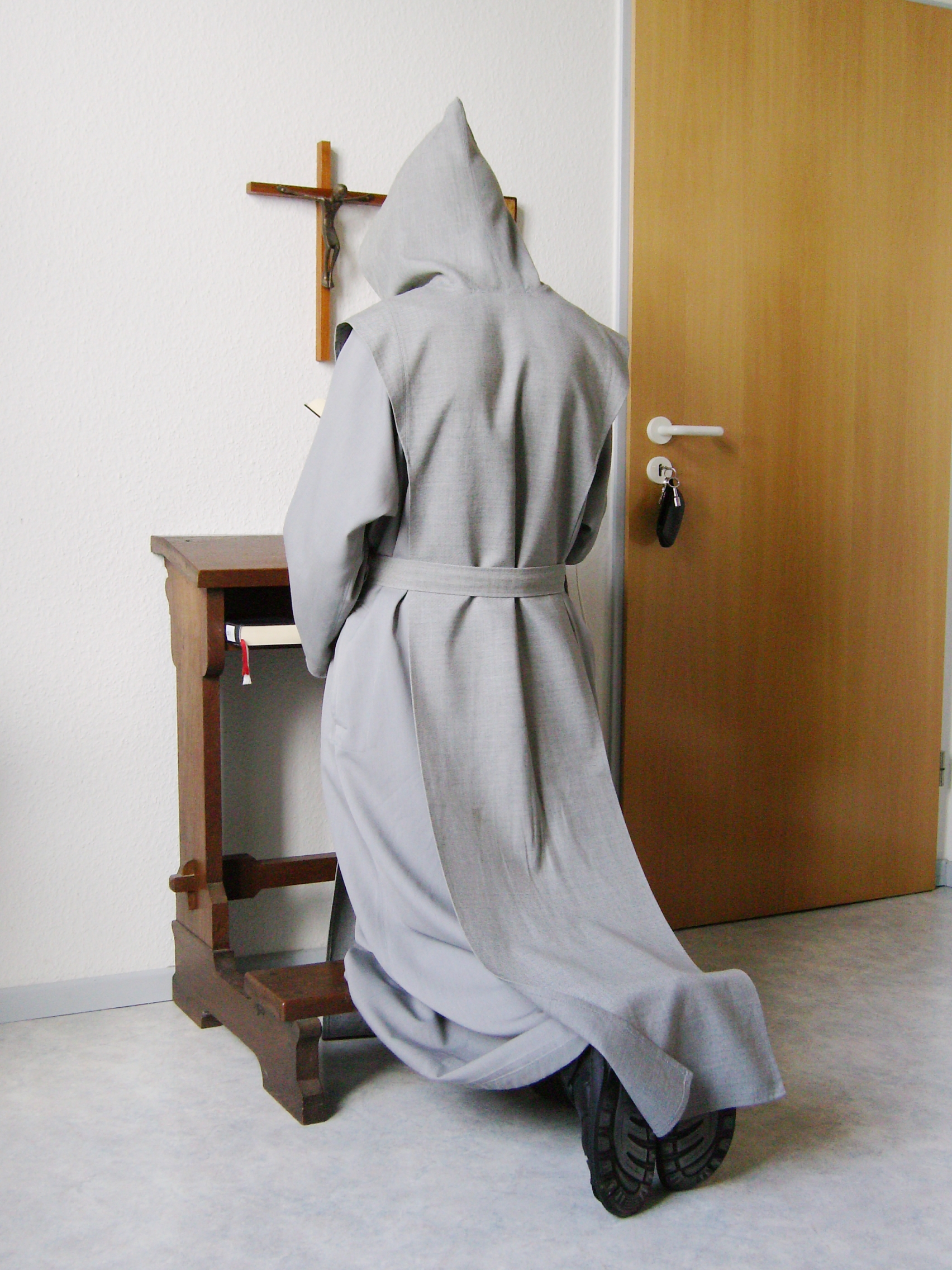
독방에서 기도 중인 트라피스트회 수도사.

수도주의(修道主義, monasticism)란 자신의 모든 생을 종교적 영적 활동에만 쏟는 종교행위다.  수도주의는 기독교, 특히 천주교와 정교 전통에서 중요하다. 그러나 기독교 외의 종교에서도 수도주의는 관찰되며, 특히 불교나 힌두교, 자이나교 같은 인도 계통 종교가 그러하다. 한편 이슬람교나 조로아스터교처럼 수도주의를 비난, 배척하는 종교도 있고, 유대교처럼 제한적인 역할에만 머무는 종교도 있다.
수도주의에 서원하여 출가한 종교인을 남자의 경우 수도사, 승려라고 하고, 여성의 경우 수녀, 여승이라고 한다. 출가자들은 속세에서 멀리 떨어진 오지에 수도원을 짓고 격리 생활을 한다.

## 같이 보기
- 금욕주의
- 구루
- 은자
- 탁발
- 수도회
- 수행